# Jacob Wijngaard
Jacob Wijngaard (Arum, 10 juni 1944) is een Nederlands wiskundige, emeritus hoogleraar Productiemanagement aan Rijksuniversiteit Groningen en expert op het gebied van voorraadbeheersing en productiebesturing.
Wijngaard studeerde tot 1968 wiskunde aan de Vrije Universiteit Amsterdam en promoveerde in 1975 aan de Technische Universiteit Eindhoven bij Jaap Wessels op het gebied van operationeel onderzoek.
Na zijn afstuderen werkte Wijngaard als wetenschappelijk medewerker aan de faculteit bedrijfskunde van de Technische Universiteit Eindhoven. In 1982 volgde hier een aanstelling als hoogleraar Operationele Research. Van 1986 tot 1986 was hij hiernaast parttime consultant bij Philips en vanaf 1988 tot 1992 bij Berenschot. In 1991 werd hij hoogleraar Productiemanagement aan de Faculteit Economie en Bedrijfskunde van de Rijksuniversiteit Groningen. In 2009 ging hij met emeritaat.
Wijngaard heeft 25 promovendi begeleid en was bestuurslid van de Vereniging Logistiek Management.

## Publicaties
- 1983. Personeelplanning : theorie en praktijk. Met Jo van Nunen (red.). Alphen aan den Rijn : Samsom.
- 1983. Kwantitatieve methoden bij de bedrijfsvoering.
- 1990. Produktiebeheersing en material management. Stenfert Kroese
- 1991. Minimizing total weighted earliness, tardiness and setup costs. Met Hans ten Kate.
- 1992. Commercieel samenwerken : intensiveren van de relatie tussen afnemer en leverancier.
- 1995. Minimizing weighted total earliness, total tardiness and setup costs. Met Hans ten Kate.
- 1999. Decomposed versus integrated control of a one-stage production system. Met A.L.A. Broersma en Gerard Sierksma.
- 1998. Produktiebeheersing en material management. Met Jan Willem Bertrand en Johan Wortmann.